# El Bronx (Bogotá)

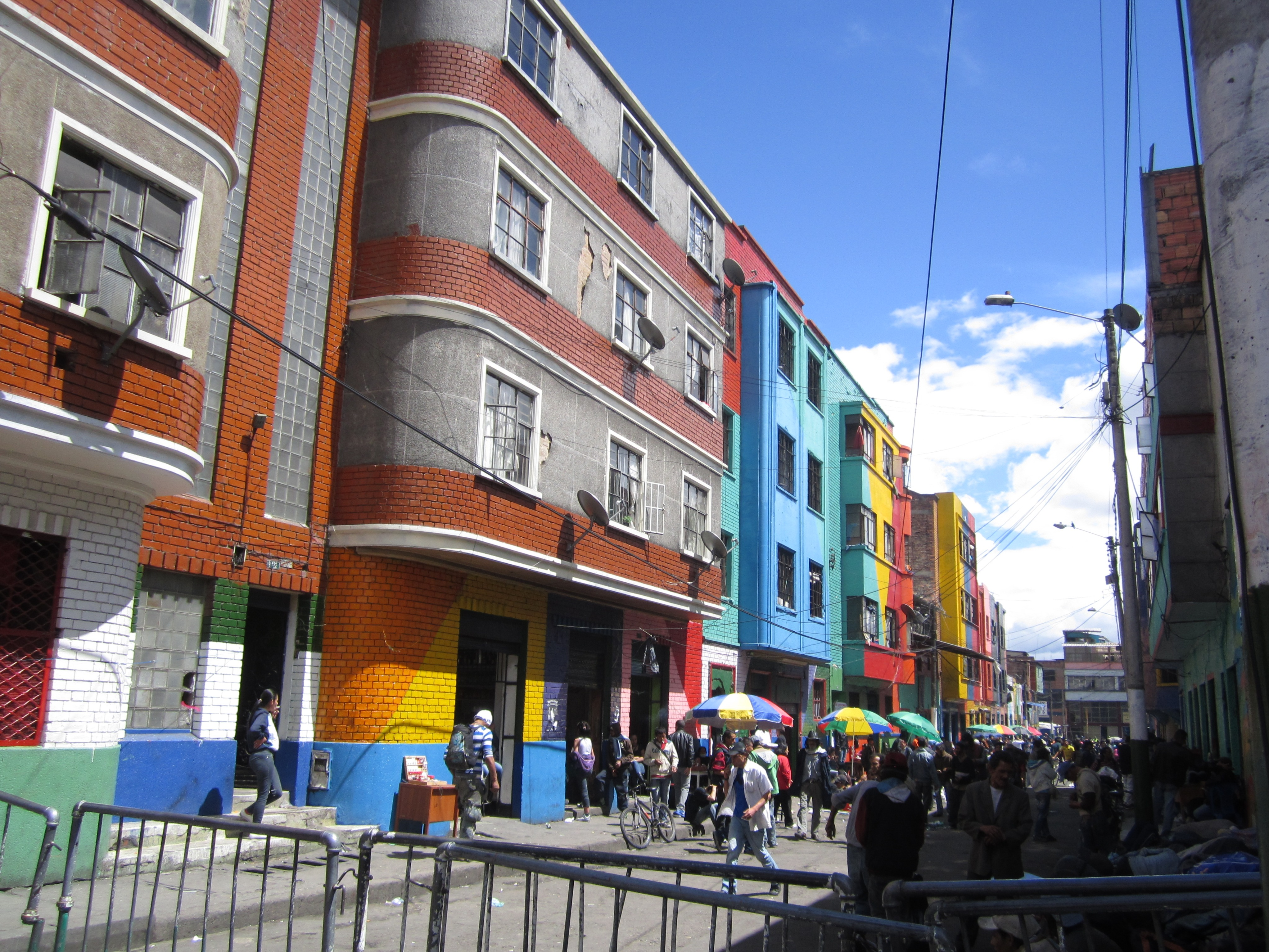
El Bronx en 2013.

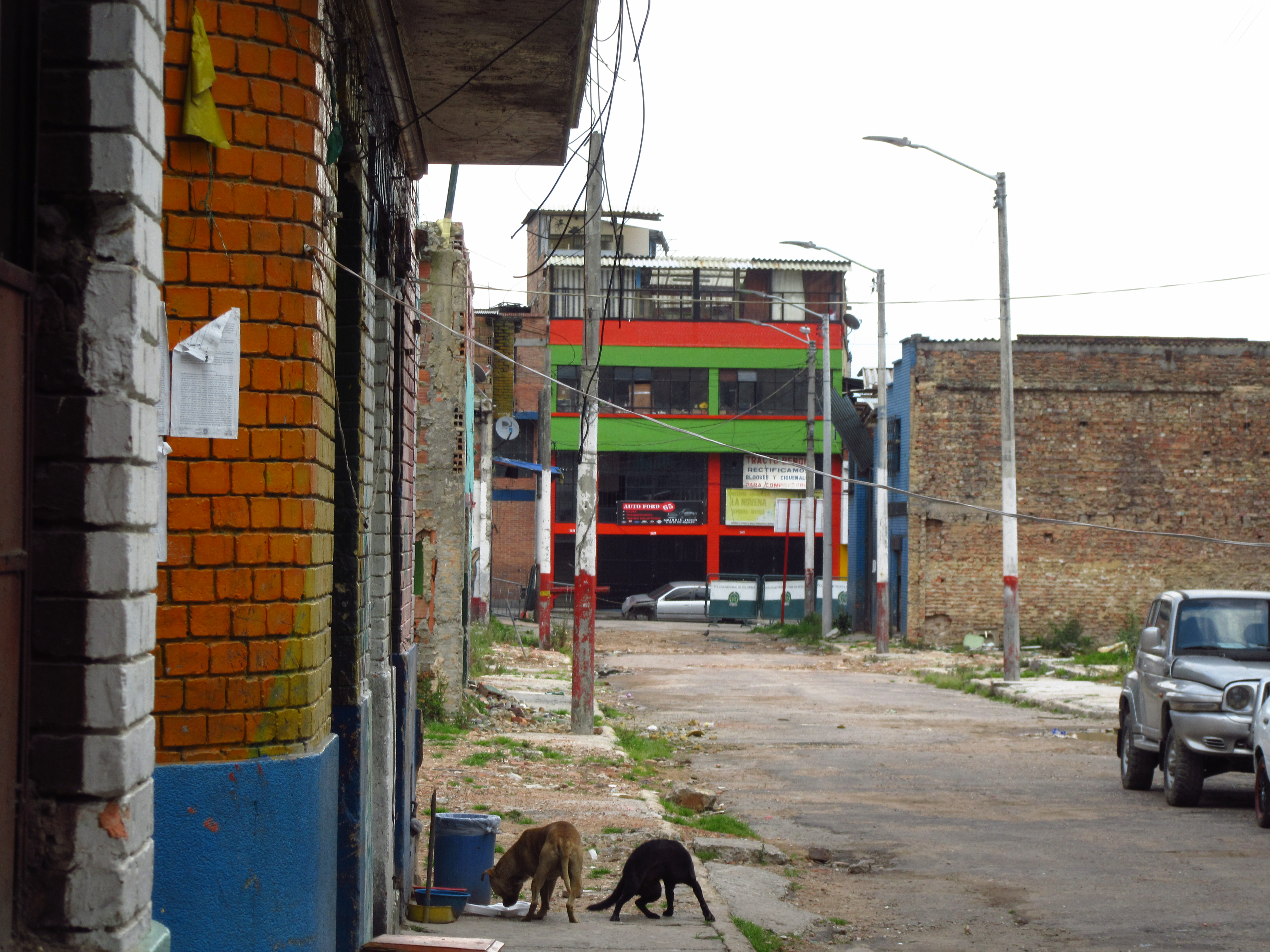
El Bronx en 2018.

El Bronx o La L (La Ele) fue un sector adyacente a la plaza de Los Mártires, en Bogotá, perteneciente al barrio Voto Nacional de la localidad del mismo nombre, en el centro de la ciudad. Durante años tuvo un carácter residencial y de comercio mayorista. Sin embargo, durante la segunda mitad del siglo XX sufrió un fuerte proceso de deterioro, que tras el desmonte de la vecina calle de El Cartucho, en 2004, pasó a ser el principal centro de expendio y consumo de drogas.

## Historia
Las cuadras que se encuentran al suroccidente de la plaza de Los Mártires hacían parte del tradicional barrio del Voto Nacional, en el sector histórico de la ciudad. De hecho, el Bronx se encuentra detrás del edificio neoclásico de la antigua Escuela de Medicina de la Universidad Nacional, hoy Batallón de Reclutamiento del Ejército, y a pocos metros de la Basílica del Sagrado Corazón de Jesús.
Tras el asesinato del líder Jorge Eliécer Gaitán y el levantamiento popular conocido como el Bogotazo, sufrió junto con el resto del centro un fuerte proceso de deterioro urbano. Junto con el vecino barrio de Santa Inés, este sector se vio severamente afectado por la inauguración de la Terminal de Transportes de Ciudad Salitre. Hasta entonces, esta actividad había funcionado de modo informal en la avenida Caracas con calle 10, y su final dio como resultado la creación de la "olla" de El Cartucho, lugar que posteriormente fue desmantelado y recuperado, dando como resultado un nuevo centro de concentración de la delincuencia conocido como El Bronx.
En este lugar se denunciaron innumerables casos de microtráfico de drogas, trata de personas, prostitución forzada, mutilaciones y asesinatos ocurridos desde su creación hasta sus últimos años, en donde agentes de la policía de Bogotá eran sobornados por las mafias del sector para permitir el tráfico de drogas en la zona.
El sector también era conocido con varios nombres como "La Caldera del Diablo", "La Letra", "La L (La Ele)" o "El Horno", esto debido a la forma geográfica que formaban las calles y las zonas de este sector
El 28 de mayo de 2016, el Bronx fue intervenido por más de 2500 hombres de la Policía Nacional y el Ejército y algunos organismos de asistencia social. Tras el operativo, se anunció el comienzo del proceso de renovación urbana del sector, incluyendo demoliciones y otras iniciativas.

## El Bronx en la cultura popular
- El Beso del bronx o el beso de los invisibles Mural en la calle 26 con carrera 15.[9][10]
- El Bronx, serie de televisión escrita por Gustavo Bolívar y emitida por Caracol Televisión en 2019.[11][12]